# サンキュー (曲)
「サンキュー」は、GOING UNDER GROUNDのシングル。ビクターエンタテインメントのレーベルHAPPYHOUSEより2004年9月22日発売。

## 概要
メジャーデビュー後8枚目（通算11枚目）のシングルである。共同プロデューサーは上田ケンジ。

## 収録曲
1. サンキュー
（作詞・作曲：松本素生）
2005年2月9日に発売されたシングル「アゲハ」に「サンキュー（alternate version ×5）」としてアレンジの違うバージョンが収録されている。
2. 青空コウモリ
（作詞・作曲：松本素生）

## 収録アルバム
サンキュー
- h.o.p.s.
- COMPLETE SINGLE COLLECTION 1998-2008
- ALL TIME BEST〜20th STORY + LOVE + SONG〜

青空コウモリ
- THE BOX - B-SIDE COLLECTIONに収録。

### コンピレーション
- ビクターエンタテインメント『THANK YOU!!』（2006年6月7日発売） -「サンキュー」を収録[1]。
- ビクターエンタテインメント『TBS開局55周年記念 「涙」』（2006年9月21日発売） -「サンキュー」を収録[2]。

## タイアップ
サンキュー
- 花王ソフィーナAUBE「恋するハニカミ!」限定60秒テレビCM（2004年）
- 映画『彩恋 SAI-REN』（飯塚健監督／2007年8月4日公開）挿入歌
- TBS系「pooh!」2004年9月度エンディングテーマ[3]